# Saint-Genix-sur-Guiers
Saint-Genix-sur-Guiers är en kommun i departementet Savoie i regionen Auvergne-Rhône-Alpes i sydöstra Frankrike. Kommunen ligger i kantonen Saint-Genix-sur-Guiers som tillhör arrondissementet Chambéry. År 2018 hade Saint-Genix-sur-Guiers 2 361 invånare.

## Befolkningsutveckling
Antalet invånare i kommunen Saint-Genix-sur-Guiers
| Referens: INSEE |